# Dossier 137
Dossier 137 è un film del 2025 diretto da Dominik Moll, con protagonista Léa Drucker.
È stato presentato in concorso al 78º Festival di Cannes.

## Trama
Stephanie Bertrand, dell'Ispettorato generale della Police nationale (IGPN), l'organismo che si occupa della condotta della polizia francese, sta ricostruendo cosa è accaduto nel corso di un corteo dove ci sono stati dei violenti scontri tra le forze dell'ordine e i manifestanti del movimento dei gilet gialli dove uno di loro, Guillaume, è stato gravemente ferito da un proiettile non letale flash-ball.

## Distribuzione
Il film è stato presentato in anteprima il 15 maggio 2025 al 78º Festival di Cannes. Sarà distribuito nelle sale cinematografiche francesi a partire dal 19 novembre 2025.

## Accoglienza

### Critica
Il film ha ricevuto un'accoglienza critica molto positiva. La giornalista Cristina Piccino su il manifesto scrive che il film è "un’opera dura, amara e mai retorica, che del cinema sa fare ancora un terreno di resistenza", mentre Teo Youssoufian su CineFacts ne parla come di "Un thriller sobrio e incalzante che indaga la brutalità istituzionale e il prezzo della verità: senza eroi, ma con lucidità".
Il critico cinematografico Simone Emiliani su Sentieri selvaggi nota che "Dossier 137 spinge i conflitti senza avere necessità di infiammarli, mostra le pressioni gerarchiche all’interno della polizia a cui Stéphanie è sottoposta e come la sua indagine rischia di mettere in cattiva luce gli agenti".

## Riconoscimenti
- 2025 – Festival di Cannes
  - In concorso per la Palma d'oro